# التیانی
التیانی (به فرانسوی: Altiani) یک کمون در فرانسه است که در کرس شمالی واقع شده‌است.

## خصوصیات
التیانی ۱۸٫۲۹ کیلومترمربع مساحت و ۹۳ نفر جمعیت دارد و ۶۱۸ متر بالاتر از سطح دریا واقع شده‌است.